# Lanesboro (Iowa)
Pour les articles homonymes, voir Lanesboro.
La ville américaine de Lanesboro est située dans le comté de Carroll, dans l’État de l’Iowa. Elle comptait 121 habitants lors du recensement de 2010.

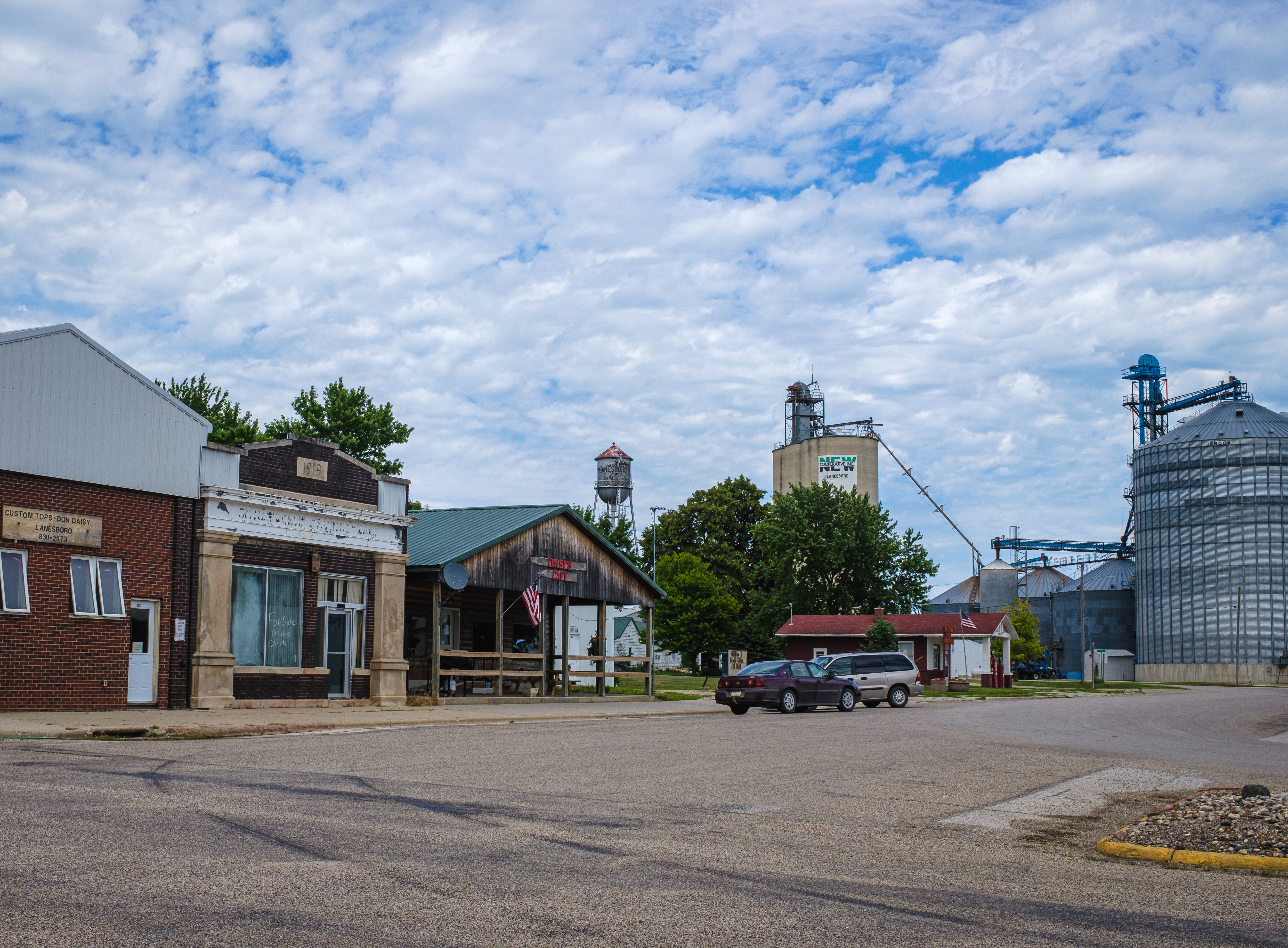
Lanesboro

## Source
- (en) Cet article est partiellement ou en totalité issu de l’article de Wikipédia en anglais intitulé « Lanesboro, Iowa » (voir la liste des auteurs).